# بریستول تن-سیتر
بریستول تن-سیتر (به انگلیسی: Bristol Ten-seater) یک هواگرد ساختِ کارخانهٔ بریستول ایروپلین در کشور بریتانیا است . این هواگرد برای نخستین بار در ۲۱ ژوئن ۱۹۲۱ میلادی مورد استفاده قرار گرفت.